# Островський Олександр Маркович
Олександр Маркович Островський (нім. Alexander Ostrowski, 25 вересня 1893, Київ, Російська імперія — 20 листопада 1986, Мотаньйола, Тічино, Швейцарія) ― німецько-швейцарський математик українського єврейського походження.

## Життєпис
Закінчив Київське комерційне училище, а не середню школу, бо його батько Марк був купцем і, відповідно, не мав гімназичного атестату потрібного для вступу до університету. Проте, його надзвичайний талант не залишився непоміченим. Наставник Островського Граве звернувся до Едмунда Ландау та Курта Хенсела за допомогою.
Згодом почав вивчати математику в Марбурзькому університеті під наглядом Хенсела в 1912.
Після закінчення Першої світової війни Островський переїжджає до Геттінгена, де пише докторську дисертацію під керівництвом Гільберта, Клейна та Ландау.
У 1920 після отримання ступеня доктора наук, переїхав в Гамбург, де працював помічником Еріха Гекко і закінчив габілітацію в 1922.
Після річного стажування в університетах Кембриджу, Оксфорда та Единбурга як стипендіата Рокфеллерівського фонду перед ним встало питання про роботу, тим більше що його матеріальне становище було далеке не блискучим. Він був уже світовим авторитетом, якого всюди цитували, але одержати звання професора не вдавалося.
У цей час у Ленінградському університеті розглядали кандидатуру на вакантну кафедру. Провідні радянські математики вважали його видатним математиком, який, безсумнівно, прикрасив би університет. Однак була і низка труднощів. По-перше, Островський міг отримати кафедру шляхом призначення, що входило в суперечність із уже оголошеним конкурсом. По-друге, влада навряд терпіла б відомого на Заході вченого, до того ж емігранта, хоча й довоєнного, навіть дореволюційної пори. Островський запрошення так і не отримав. Батьківщина його вдруге відкинула.
Проблема із професурою незабаром була вирішена: восени 1927 Базельський університет (Швейцарія) запросив Островського на кафедру математики, де його талант був високо оцінений. Ось що писала газета «Базельські новини» із приводу 80-літнього ювілею Островського: «Наша вища школа в XVIII ст. втратила, віддавши Росії, знаменитого математика Леонарда Ейлера, тому, що в Базелі доля виявилася проти нього; але університету трапилася вдала нагода придбати Олександра Марковича Островського, який походить з Росії».
Островський був прекрасним викладачем і багато часу приділяв підготовці молодих математиків на студентському семінарі, створеному ним. У цей період ним були написані підручники з основних розділів математики й 3-томний збірник задач (1966—1977), який був перекладений на англійську і португальську мови. У виданих ним лекційних курсах, бездоганних методичному відношенні, математична теорія була тісно пов'язана із природничими науками.
Особливо слід зазначити видавничу діяльність Островського. Завдяки його допомозі, швейцарське видавництво Біркгойзера виробило таку математичну програму, яка привернула увагу математиків, а видавництво набуло великої популярності.
Тематика досліджень Островського досить різноманітна: алгебра, теорія чисел, геометрія, топологія, теорія функцій і диференціальні рівняння. Список можна було б продовжити. Така універсальність — явище надзвичайне рідкісне в ХХ столітті. З 1950 р. основна увага Островського була спрямована на проблеми чисельного аналізу, яка була пов'язана з його співробітництвом з Національним бюро стандартів у Вашингтоні, куди він часто їздив в 60-х рр. На основі оригінального лекційного курсу спеціально для цього бюро Островський написав монографію «Розв'язання рівнянь і систем рівнянь», яка вийшла в 1960 р. англійською мовою, а в 1963 р. — російською. Пізніше Островський повністю переробив її з урахуванням розвитку обчислювальної техніки й модернізації теорії, книга стала називатися «Розв'язання рівнянь в евклідовому й банаховому просторах» (Нью-Йорк, 1973), а сама вона не втратила актуальності й у наші дні.

## Особисте життя
Супутницею життя Островського стала Маргарет Сакс, психоаналітик за професією, на якій він одружився в 1949 р. і з якою його розлучила смерть дружини в 1962 р. Удвох вони часто їздили за кордон і не тільки з туристичними цілями: Островського запрошували читати лекції університети Медісона (штат Вісконсин), Блумінгтона (штат Індіана), Вашингтону (округ Колумбія), Брауновський (Провіденс, штат Род-Айленд), Ватерлоо в Канаді. В 1966 р. Островський відвідав Міжнародний конгрес у Москві. Островський із дружиною побудували будинок у містечку Монтаньола на Луганському озері, де радо приймали друзів і колег із усього світу, у тому числі їх іноді відвідували математики з СРСР.
У 1956 за власним бажанням вийшов у відставку, але надалі, протягом 20 років, не поривав зв'язків з Базельським університетом, готував до друку свої наукові праці. До 90-річчя він видав зібрання своїх творів в 6-и томах (Базель, Бостон, Штутгарт, 1983) — усього близько 4000 сторінок тексту з 16 розділів математики. Сам Островський вважав, що ясність повинна йти попереду витонченості, але обидві ці якості вирізняли його роботи. Заслуги Островського були відзначені обранням його почесним доктором Федеральної політехнічної школи в Цюриху (Швейцарія, 1958), університетів у Безансоні (Франція, 1967) й у Ватерлоо (Канада, 1968). У зв'язку з ювілейними датами його життя й науковій творчості були присвячені численні статті.
Помер у своєму будинку в Монтаньолі біля Лугано. За його заповітом зі спадщини Островського був утворений фонд, із коштів якого кожні 2 роки повинна присуджуватися премія за найкращу математичну роботу.